# Morava
|  | Morava er også det tjekkiske navn på regionen Mähren |
Morava (tysk:March) er en af de vigtigste floder i Mähren i Centraleuropa, som den  har fået sit navn fra. Floden har sit udspring i Králický Sněžník-bjerget i det nordvestlige hjørne af Mähren, nær grænsen mellem Tjekkiet og Polen, og går gradvis sydover. Den nedre del af floden danner grænse mellem Tjekkiet og Slovakiet, og derefter  mellem Østrig og Slovakiet. Efter omkring 358 km løber Morava ud i Donau ved Bratislava-Devín. De eneste store byer langs floden er Olomouc i Mähren og Bratislava, hovedstaden i Slovakiet. 
Lavlandet som floden har skabt er den øvre Moraviadal (Hornomoravský úval), den nedre Moraviadalen (Dolnomoravský úval), Moraviasletten (mellem Wien og Mähren ) i Niederösterreich, og lavlandet Záhorie (Záhorská nížina) i Slovakiet (sletten mellem Moravia og Bratislava).
Den vigtigste biflod er Thaya (på tysk) eller Dyje (på tjekkisk og slovakisk), som løber på grænsen mellem Niederösterreich og Mähren. En anden biflod er Myjava (som løber ud i Morava ved Kúty).